# Freightliner Business Class M2
Le Freightliner Business Class M2 est une gamme de modèles de camions moyens produits par Freightliner. En production depuis juin 2002, le M2 a succédé à la série FL introduite dans les années 1990 .
Freightliner produit la gamme de modèles Business Class M2 à Mount Holly, en Caroline du Nord et à Santiago Tianguistenco, au Mexique.

## Après marché
Freightliner Speciality Vehicles (également connu sous le nom de SportChassis LLC) est un fabricant basé à Clinton, Oklahoma qui produit des conversions de Business Class M2 en tant que véhicule personnel. Plusieurs véhicules sont disponibles, notamment des véhicules de remorquage et des pick-up.

## Modèles
Le Business Class M2 est produit dans une large gamme de configurations, à la fois dans des configurations de service moyen et de service sévère. Il existe trois configurations de cabine différentes : une cabine de jour de 106 pouces BBC (du pare-chocs à l'arrière de la cabine), une cabine allongée de 132 pouces BBC et une cabine double 4 portes de 154 pouces BBC. La cabine double peut accueillir jusqu'à six passagers.

## Voir également
- Freightliner Cascadia, un autre camion Freightliner avec une variante tout électrique.

## Galerie

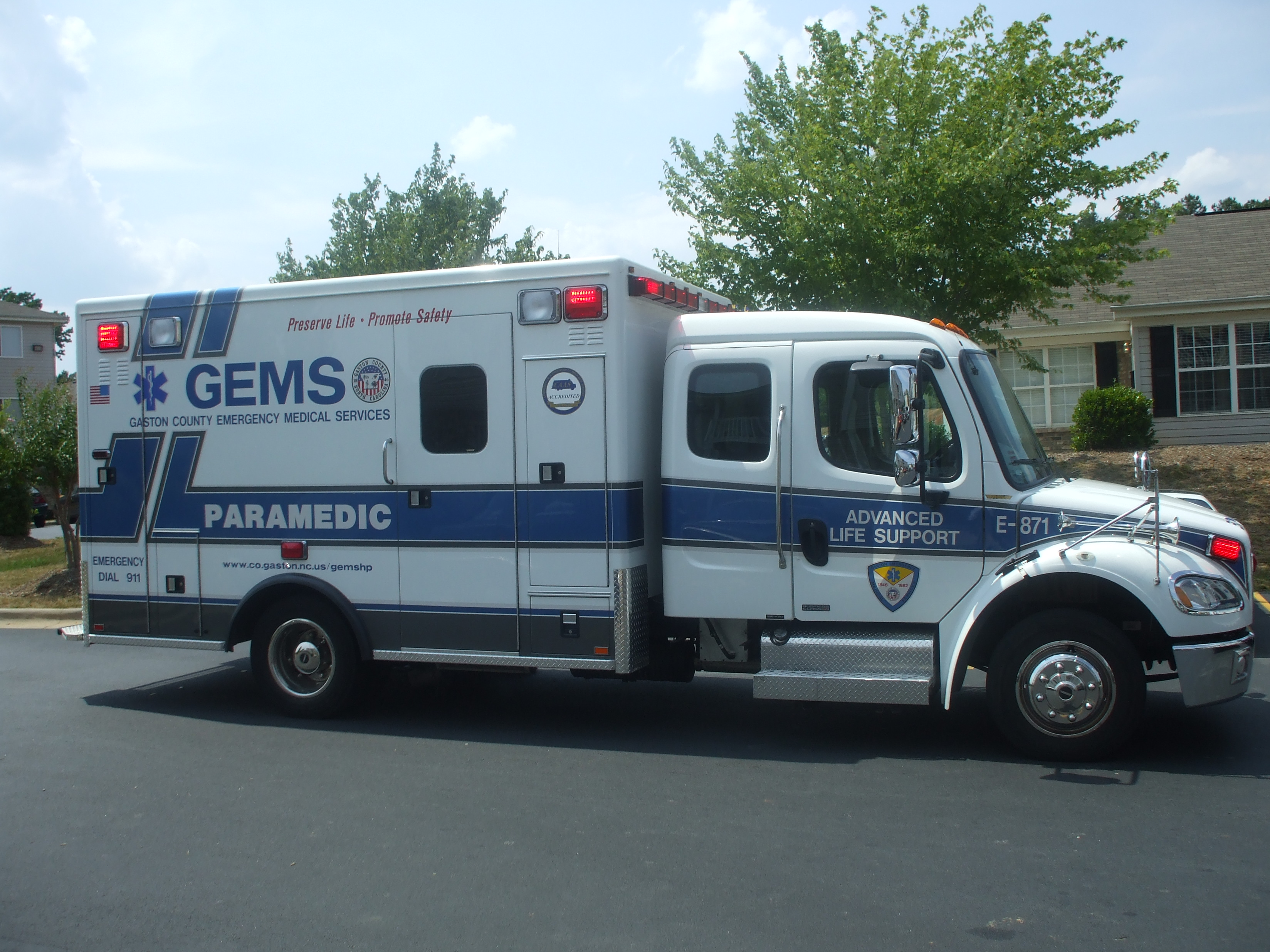
Un Business Class M2 Ambulance.
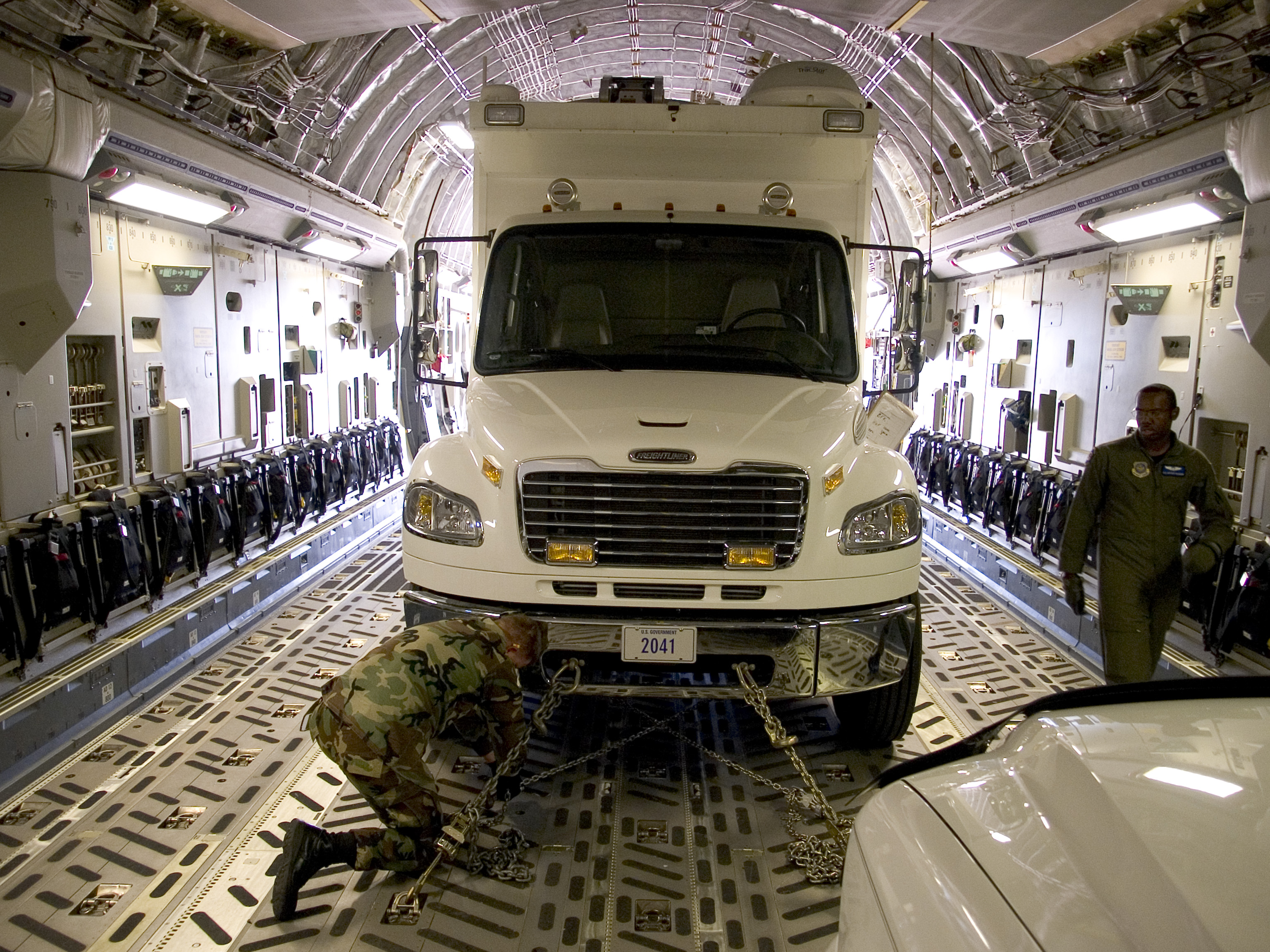
Un Business Class M2 de front, dans un avion.
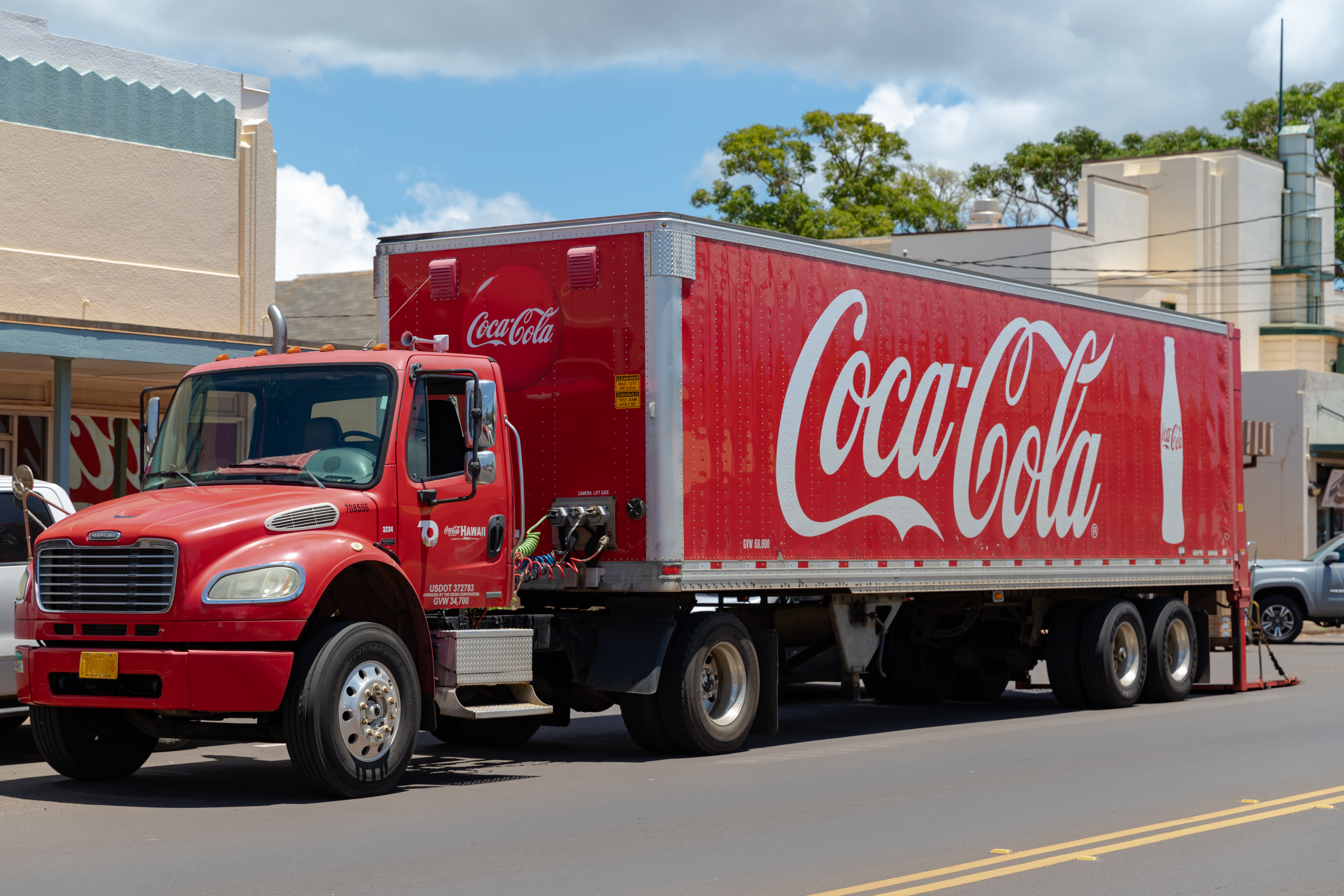
Business Class M2 Coca Cola.